# Giovanni Battista Cicala Zoagli
Giovanni Battista Cicala Zoagli (Genova, 1485 – Genova, 1566) fu il 63º doge della Repubblica di Genova.

## Biografia

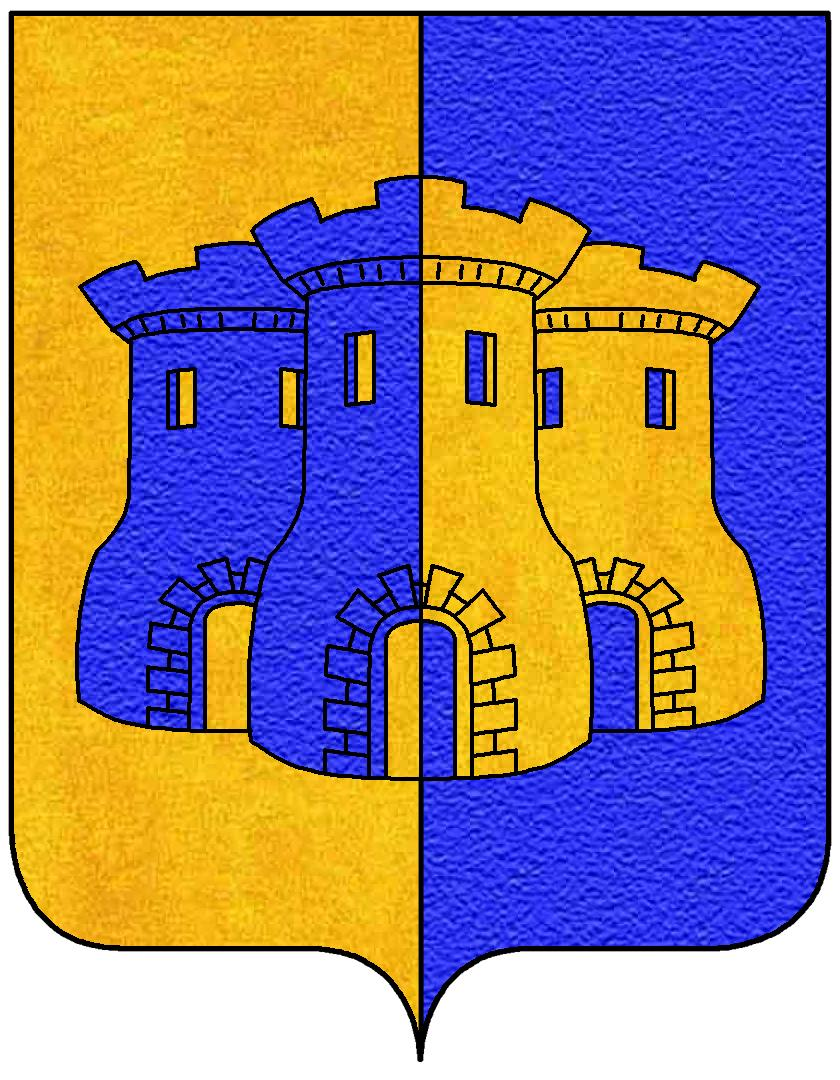
Stemma nobiliare dei Zoagli

### La vita politica e la nomina a doge
Figlio di Giorgio Zoagli e Simonetta Navone di Francesco, nacque nel capoluogo ligure nel 1485. Suo padre fu un abile mercante e sviluppò principalmente i suoi traffici commerciali in Oriente, che qui era emissario per conto del Banco di San Giorgio e, secondo alcune fonti storiche, ricoprì inoltre la carica di capitano nella città di Caffa, in Crimea. Non più legato agli affari di Stato, preferì instradare i figli, tra cui Giovanni Battista, più nel settore del commercio che fece la fortuna della famiglia nobiliare dei Zoagli.
Anche i primi passi di Giovanni Battista furono legati dal 1506 al 1517 alle colonie orientali genovesi con l'incarico di sorveglianza e controllo dei traffici commerciali e doganali; entrò anche nel ramo istituzionale come amministratore giudiziario in diversi uffici economici dello stato genovese. Dal 1517 e per un periodo lungo quasi quindici anni il nome di Giovanni Battista Zoagli non compare più tra i responsabili o funzionari della "macchina statale", in quel contesto storico sotto la "dedizione" spagnola, tanto da far pensare ad un volontario o forzato allontanamento da Genova per ragioni politiche o, semplicemente, per controllare in proprio le attività commerciali della sua famiglia.
Contestualmente Giovanni Battista fece ritorno nel capoluogo ligure intorno al 1530, due anni dopo la riforma istituzionale voluta dall'ammiraglio Andrea Doria. È in questo periodo storico che la sua famiglia venne iscritta nell'albergo della nobiltà genovese assumendo il secondo cognome Cicala (o Cigala). Con la nuova fase repubblicana riprese anche ruoli di Stato come la nomina di procuratore della Repubblica, professione rivolta alla salvaguardia e controllo dei bilanci statali, nonché rapporti con il Banco di San Giorgio. Negli stessi anni fu anche ambasciatore per la repubblica in visita al pontefice Clemente VII.
La sua carriera politica e le sue capacità lo porteranno ad assumere, dal 1537, la carica di governatore della Corsica in un contesto storico-politico assai delicato per i dissapori tra la Francia di Francesco I e il Sacro Romano Impero di Carlo V d'Asburgo e che indirettamente interessavano la più importante isola-colonia genovese. L'anno successivo, nel 1538, fu inviato come osservatore e ambasciatore (assieme a Nicolò Negroni) al congresso di Nizza e valutare le trattative di pace tra le potenze francese e spagnola. I contatti dei due ambasciatori genovesi si svilupparono più con Carlo V che, al di là degli scontri con la Francia di Francesco I, più premeva a Genova per far ritornare nelle casse dello stato i 3.000 ducati mensili per il mantenimento delle truppe imperiali nel capoluogo genovese. Altri incarichi come ambasciatore furono ricoperti da Giovanni Battista Cicala Zoagli presso la corte di papa Paolo III e ancora nel 1541 quando, assieme all'ex doge Gaspare Grimaldi Bracelli incontrò nuovamente l'imperatore Carlo V ai Giovi.
Frequenti e politicamente amichevoli furono i rapporti con l'ammiraglio Andrea Doria tanto che fu uno dei otto membri della commissione che elaborò la cosiddetta "legge del garibetto", voluta dallo stesso Doria, una nuova riforma istituzionale per l'elezione "a votazione" (e non più "a sorte") dei membri del Maggior Consiglio e del Minor Consiglio. Nel 1556 fu incaricato del controllo di eventuali "abusivi" iscritti nel registro degli Alberghi della nobiltà. La rivolta di Sampiero Corso e un'occupazione francese nell'isola di Corsica nel 1557 interessarono anche Giovanni Battista che, come da pressante richiesta del Banco di San Giorgio, fu incaricato di valutare economicamente un possibile passaggio "di potere" dal Banco direttamente nelle mani della Repubblica di Genova; forse per un'eccessiva mole di lavoro, di studio e soprattutto "di calcolo", preferì declinare l'incarico.
Sindacatore supremo dal 1559, il suo nome fu proposto nel 1561 come guida della Repubblica, carica vacante dopo l'improvvisa morte del doge Paolo Battista Giudice Calvi - eletto solamente otto mesi prima - sopraggiunta il 27 settembre dello stesso anno. Con più della metà dei voti (183 su 300), il 4 gennaio, fu eletto nuovo doge di Genova, la diciottesima in successione biennale e il sessantatreesimo nella storia repubblicana.

### Il dogato
Il suo mandato fu ricordato dagli storici come di "rigore" per l'economia dello stato genovese. Da doge dovette affrontare nuovamente il problema della Corsica che ritornò sotto il potere unico della Repubblica, non più quindi del Banco di San Giorgio, così come altre località e città "di terraferma".
Nei due anni che guidò il governo di Genova promosse una vera e propria politica di risparmio dei conti pubblici e, cosa più importante per lo stesso doge, annullare o quasi l'insolvenza genovese (sia dello Stato che dei suoi cittadini) nei confronti dei creditori. Un caso particolare e ricordato nelle cronache del tempo fu quello dei fratelli Giacomo e Agostino Lercari, nobili e mercanti in quel di Anversa, debitori di ben 25.000 scudi verso la corona di Francia. Non potendo saldare la somma, soprattutto e anche per la reputazione genovese all'estero, il doge studiò e sottoscrisse un'apposita sottoscrizione nella quale, partecipando in prima persona con una cospicua somma e assieme ad altri sei senatori, si riuscì a colmare il debito verso il re francese. Altri interventi riguarderanno corrispondenze con l'arcivescovo di Milano Carlo Borromeo, mediatore alla Santa Sede, per il restauro delle chiese e degli altri edifici di culto o ancora la vendita della fortezza della Brunella di Aulla alla famiglia Centurione e altri possedimenti genovesi in Spagna (facoltà concessa agli ex dogi Agostino Pinelli Ardimenti e Giacomo Promontorio).
Terminato il mandato nel gennaio del 1563 fu nominato procuratore perpetuo e con questo incarico sottoscrisse, nel 1565, il contratto concesso dal doge Giovanni Battista Lercari tra Genova e l'imperatore per il prestito a quest'ultimo di 10.000 scudi.
Giovanni Battista Cicala Zoagli morì a Genova nel 1566 trovando sepoltura all'interno della basilica della Santissima Annunziata del Vastato.

### Vita privata
Intorno al 1510 si sposò con Bianca Bonassoni di Michele dalla quale avrà tre figli: Vincenzo, Stefano (morto prima del padre) e Giorgio, quest'ultimo nato molto più tardi rispetto ai fratelli. Soltanto il primo, Vincenzo, seguì le orme paterne in campo politico portando inoltre avanti la discendenza diretta della famiglia Cicala Zoagli.